# Spinotarsus anguliferus
Spinotarsus anguliferus är en mångfotingart som beskrevs av Kraus 1960. Spinotarsus anguliferus ingår i släktet Spinotarsus och familjen Odontopygidae. Inga underarter finns listade i Catalogue of Life.